# جوان ودبيري
جوان ودبيري (بالإنجليزية: Joan Woodbury) هي ممثلة أمريكية، ولدت في 17 ديسمبر 1915 في لوس أنجلوس في الولايات المتحدة، وتوفيت في 22 فبراير 1989 في ديسيرت هوت سبرينغس في الولايات المتحدة بسبب مرض.

## أعمال

### أفلام
- (1935) نداء البرية
- (1936) أنتوني السيء
- (1938) الجزائر
- (1956) الوصايا العشر[4][5][6]

## وصلات خارجية
- جوان ودبيري على موقع IMDb (الإنجليزية)
- جوان ودبيري على موقع أول موفي (الإنجليزية)
- جوان ودبيري على موقع قاعدة بيانات الأفلام السويدية (السويدية)
- جوان ودبيري على موقع قاعدة بيانات الفيلم (الإنجليزية)
- جوان ودبيري على موقع كينوبويسك (الروسية)